# Нульвандский район
Нульвандский район (тадж. ноҳияи Нулванд) — административно-территориальная единица в составе Гармской области Таджикской ССР, существовавшая в 1942—1952 годах. Площадь района по данным 1947 года составляла 1,0 тыс. км².
Нульвандский район был образован в составе Гармской области 24 декабря 1942 года, путём выделения из Калаи-Хумбского района. Центром района был назначен кишлак Нульванд.
В состав района вошли 4 кишлачных совета (к/с): Егид, Нульванд, Сангевн и Хостав. 23 октября 1950 года к/с Хостав был присоединён к к/с Нульванд, а к/с Сангевн — к к/с Егид.
25 декабря 1952 года Нульвандский район был упразднён, а его территория в полном составе передана в Калаи-Хумбский район.